# Next Generation ATP Finals 2019
Les Next Generation ATP Finals 2019 sont la 3e édition des Next Generation ATP Finals, qui réunit les sept meilleurs espoirs du tennis mondial ainsi qu'un wild-card (21 ans et moins) et se fonde sur le même modèle que le Masters de fin d'année. Il ne rapporte aucun point ATP.
La compétition se déroule dans le Fiera Milano à Milan.

## Primes
| Tour                             | Prime                                |
| -------------------------------- | ------------------------------------ |
| Cumul pour le vainqueur invaincu | 429 000 $ (bonus de 24 000 $ inclus) |
| Pour le champion                 | 250 000 $                            |
| Pour le finaliste                | 140 000 $                            |
| Pour les demi-finalistes         | 63 000 $                             |
| Pour chaque match de poule gagné | 33 000 $                             |
| Pour chaque participant          | 56 000 $                             |
| Pour chaque remplaçant           | 16 000 $                             |

## Faits marquants

### Avant le tournoi
- Le tenant du titre, Stéfanos Tsitsipás, déclare forfait pour le tournoi car il est également qualifié pour les ATP Finals.
- Les Canadiens Félix Auger-Aliassime et Denis Shapovalov déclarent aussi forfait, le premier pour cause de blessure à la cheville et le second pour cause de fatigue.

## Résultats en simple

### Participants
| Ordre de qualification | Classement ATP | Classement ATP Race Next Gen | Meilleure performance | Joueur                      | Résultat    | Âge |
| ---------------------- | -------------- | ---------------------------- | --------------------- | --------------------------- | ----------- | --- |
| 1                      | 7              | 1                            | Victoire (1)          | Stéfanos Tsitsipás          | Forfait     | 21  |
| 2                      | 19             | 3                            | -                     | Félix Auger-Aliassime       | Forfait     | 19  |
| 3                      | 28             | 4                            | RR (1)                | Denis Shapovalov            | Forfait     | 20  |
| 4                      | 18             | 2                            | F (1)                 | Alex De Minaur              | Finale      | 20  |
| 5                      | 46             | 5                            | RR (1)                | Frances Tiafoe              | Demi-finale | 21  |
| 6                      | 63             | 7                            | -                     | Casper Ruud                 | Poules      | 20  |
| 7                      | 55             | 8                            | -                     | Miomir Kecmanović           | Demi-finale | 20  |
| 8                      | 56             | 6                            | -                     | Ugo Humbert                 | Poules      | 21  |
| 9                      | 73             | 9                            | -                     | Mikael Ymer                 | Poules      | 21  |
| 10                     | 82             | 10                           | -                     | Alejandro Davidovich Fokina | Poules      | 20  |
| 11/WC                  | 93             | 11                           | -                     | Jannik Sinner               | Champion    | 18  |

### Remplaçants
| Classement ATP | Classement ATP Race Next Gen | Joueur          | Résultat | Âge |
| -------------- | ---------------------------- | --------------- | -------- | --- |
| 95             | 12                           | Alexei Popyrin  | —        | 20  |
| 97             | 13                           | Corentin Moutet | —        | 20  |

### Confrontations avant le Masters
| Joueur            | ADM | FT  | CR  | MK  | UH  | MY  | ADF | JS  | Total V/D | % victoires |
| ----------------- | --- | --- | --- | --- | --- | --- | --- | --- | --------- | ----------- |
| Alex De Minaur    |     | 1-0 | 0-0 | 0-0 | 0-0 | 0-0 | 0-1 | 0-0 | 1/1       | 50 %        |
| Frances Tiafoe    | 0-1 |     | 0-0 | 1-0 | 0-0 | 0-0 | 0-0 | 0-1 | 1/2       | 33 %        |
| Casper Ruud       | 0-0 | 0-0 |     | 0-1 | 0-0 | 0-0 | 0-0 | 0-0 | 0/1       | 0 %         |
| Miomir Kecmanović | 0-0 | 0-1 | 1-0 |     | 2-0 | 0-0 | 0-0 | 0-0 | 3/1       | 75 %        |
| Ugo Humbert       | 0-0 | 0-0 | 0-0 | 0-2 |     | 0-0 | 0-0 | 0-0 | 0/2       | 0 %         |
| Mikael Ymer       | 0-0 | 0-0 | 0-0 | 0-0 | 0-0 |     | 1-0 | 0-0 | 1/0       | 100 %       |
| Davidovich Fokina | 1-0 | 0-0 | 0-0 | 0-0 | 0-0 | 0-1 |     | 0-0 | 1/1       | 50 %        |
| Jannik Sinner     | 0-0 | 1-0 | 0-0 | 0-0 | 0-0 | 0-0 | 0-0 |     | 1/0       | 100 %       |

### Phase de poules

#### Groupe A
- Alex De Minaur (no 1)
- Casper Ruud (no 4)
- Miomir Kecmanović (no 5)
- Alejandro Davidovich Fokina (no 7)

##### Résultats
| Date        | Vainqueur         | Vaincu              | Score                      | Durée      |
| ----------- | ----------------- | ------------------- | -------------------------- | ---------- |
| 5 nov. 2019 | Miomir Kecmanović | Casper Ruud         | 4-35, 4-35, 4-2            | 1 h 15 min |
| 5 nov. 2019 | Alex De Minaur    | Alejandro D. Fokina | 4-2, 35-4, 4-1 4-1         | 1 h 31 min |
| 6 nov. 2019 | Casper Ruud       | Alejandro D. Fokina | 32-4, 4-32, 4-2, 32-4, 4-1 | 2 h 16 min |
| 6 nov. 2019 | Alex De Minaur    | Miomir Kecmanović   | 4-1, 4-34, 1-4, 4-0        | 1 h 24 min |
| 7 nov. 2019 | Alex De Minaur    | Casper Ruud         | 4-1, 4-0, 4-2              | 1 h 1 min  |
| 7 nov. 2019 | Miomir Kecmanović | Alejandro D. Fokina | 4-1, 4-1, 4-36             | 58 min     |

##### Classement
| Rang poule | Classement ATP Race Next Gen | Joueur              | Match(s) G-P | Set(s) G-P | Jeux G-P |
| ---------- | ---------------------------- | ------------------- | ------------ | ---------- | -------- |
| 1          | 3                            | Alex De Minaur      | 3-0          | 9-2        | 40-19    |
| 2          | 8                            | Miomir Kecmanović   | 2-1          | 7-3        | 32-26    |
| 3          | 6                            | Casper Ruud         | 1-2          | 3-8        | 29-38    |
| 4          | 11                           | Alejandro D. Fokina | 0-3          | 3-9        | 27-45    |

#### Groupe B
- Frances Tiafoe (no 2)
- Ugo Humbert (no 3)
- Mikael Ymer (no 6)
- Jannik Sinner (no 8)

##### Résultats
| Date        | Vainqueur      | Vaincu         | Score                | Durée      |
| ----------- | -------------- | -------------- | -------------------- | ---------- |
| 5 nov. 2019 | Mikael Ymer    | Ugo Humbert    | 4-32, 1-4, 4-2, 4-1  | 1 h 42 min |
| 5 nov. 2019 | Jannik Sinner  | Frances Tiafoe | 34-4, 4-2, 4-2, 4-2  | 1 h 26 min |
| 6 nov. 2019 | Frances Tiafoe | Ugo Humbert    | 4-2, 4-35, 34-4, 4-1 | 1 h 42 min |
| 6 nov. 2019 | Jannik Sinner  | Mikael Ymer    | 4-0, 4-2, 4-1        | 56 min     |
| 7 nov. 2019 | Frances Tiafoe | Mikael Ymer    | 4-2, 4-2, 4-2        | 1 h 6 min  |
| 7 nov. 2019 | Ugo Humbert    | Jannik Sinner  | 4-35, 33-4, 4-2, 4-2 | 1 h 43 min |

##### Classement
| Rang poule | Classement ATP Race Next Gen | Joueur         | Match(s) G-P | Set(s) G-P | Jeux G-P |
| ---------- | ---------------------------- | -------------- | ------------ | ---------- | -------- |
| 1          | 12                           | Jannik Sinner  | 2-1          | 7-4        | 38-28    |
| 2          | 5                            | Frances Tiafoe | 2-1          | 7-4        | 37-31    |
| 3          | 7                            | Ugo Humbert    | 1-2          | 5-7        | 35-39    |
| 4          | 9                            | Mikael Ymer    | 1-2          | 3-7        | 22-34    |

### Phase finale
|  |                 |                 |            |            |            |            |                 |                 |           |               |           |           |           |        |        |        |
|  | 1/2 finale      | 1/2 finale      | 1/2 finale | 1/2 finale | 1/2 finale | 1/2 finale | 1/2 finale      |                 |           | Finale        | Finale    | Finale    | Finale    | Finale | Finale | Finale |
|  | 8 novembre 2019 | 8 novembre 2019 | 1 h 13 min | 1 h 13 min | 1 h 13 min | 1 h 13 min | 1 h 13 min      |                 |           |               |           |           |           |        |        |        |
|  | 8 novembre 2019 | 8 novembre 2019 | 1 h 13 min | 1 h 13 min | 1 h 13 min | 1 h 13 min | 1 h 13 min      |                 |           |               |           |           |           |        |        |        |
|  | Alex De Minaur  | (1)             | 4          | 4          | 0          | 4          |                 |                 |           |               |           |           |           |        |        |        |
|  | Alex De Minaur  | (1)             | 4          | 4          | 0          | 4          | 9 novembre 2019 | 9 novembre 2019 | 1 h 4 min | 1 h 4 min     | 1 h 4 min | 1 h 4 min | 1 h 4 min |        |        |        |
|  | Frances Tiafoe  | (2)             | 2          | 1          | 4          | 2          | 9 novembre 2019 | 9 novembre 2019 | 1 h 4 min | 1 h 4 min     | 1 h 4 min | 1 h 4 min | 1 h 4 min |        |        |        |
|  | Frances Tiafoe  | (2)             | 2          | 1          | 4          | 2          | Alex De Minaur  | (1)             | 2         | 1             | 2         |           |           |        |        |        |
|  | 8 novembre 2019 | 8 novembre 2019 | 1 h 15 min | 1 h 15 min | 1 h 15 min | 1 h 15 min | 1 h 15 min      | (1)             | 2         | 1             | 2         |           |           |        |        |        |
|  | 8 novembre 2019 | 8 novembre 2019 | 1 h 15 min | 1 h 15 min | 1 h 15 min | 1 h 15 min | 1 h 15 min      |                 |           | Jannik Sinner | (8)       | 4         | 4         | 4      |        |        |
|  | Jannik Sinner   | (8)             | 2          | 4          | 4          | 4          |                 |                 |           | Jannik Sinner | (8)       | 4         | 4         | 4      |        |        |
|  | Jannik Sinner   | (8)             | 2          | 4          | 4          | 4          |                 |                 |           |               |           |           |           |        |        |        |
|  | M. Kecmanović   | (5)             | 4          | 1          | 2          | 2          |                 |                 |           |               |           |           |           |        |        |        |
|  | M. Kecmanović   | (5)             | 4          | 1          | 2          | 2          |                 |                 |           |               |           |           |           |        |        |        |

### Classement final
| Résultat       | Classement ATP Race Next Gen | Joueur                      | Match(s) G-P | Set(s) G-P | Jeux G-P |
| -------------- | ---------------------------- | --------------------------- | ------------ | ---------- | -------- |
| Vainqueur      | 12                           | Jannik Sinner               | 4-1          | 13-5       | 64-42    |
| Finaliste      | 3                            | Alex De Minaur              | 4-1          | 12-6       | 57-40    |
| Demi-finaliste | 8                            | Miomir Kecmanović           | 2-2          | 8-6        | 41-40    |
| Demi-finaliste | 5                            | Frances Tiafoe              | 2-2          | 8-7        | 46-43    |
| Poules         | 7                            | Ugo Humbert                 | 1-2          | 5-7        | 35-39    |
| Poules         | 9                            | Mikael Ymer                 | 1-2          | 3-7        | 22-34    |
| Poules         | 6                            | Casper Ruud                 | 1-2          | 3-8        | 29-38    |
| Poules         | 11                           | Alejandro Davidovich Fokina | 0-3          | 3-9        | 27-45    |